# 张展
张展（1983年9月2日—），女，陕西咸阳人，公民记者，基督徒。西南财经大学保险学本科、金融学硕士。2010年作为人才引进上海；曾任律师，后因参加维权活动并参与修订律师管理办法的签名活动而被注销律师执业证。2015年受洗歸入基督的名下。張展在2020年2月起以公民記者身份，前往武漢追蹤報導2019冠狀病毒病疫情，因此在5月被捕後被以「尋釁滋事罪」判刑4年，并在刑滿出獄3個月後，再次被以尋釁滋事罪遭刑事拘留。2021年獲得比利時布魯塞爾自由大學頒贈的言論自由榮譽獎、2020年度林昭自由獎、2021年第21屆青年中國人權獎、2021年新聞自由獎勇氣獎。

## 经历
张展长期在網路平台批评“一党专政”、腐败滥权等。自香港反对逃犯条例修订草案运动爆发以来，张大量转发香港人抗议视频及资料，并撰文发声，利用行为艺术等声援香港。2019年9月，她撑着一支写着“结束社会主义，共产党下台”字样的雨伞，在上海南京东路游行，声援港人抗争，被警方以寻衅滋事罪名刑拘2个月。
张展之前在上海女子监狱服刑，现已出狱。

### 2018年
8月13日，张展因网络言论被上海虹口警方警告涉嫌“煽动颠覆国家政权罪”。

### 2019年
4月19日，张展被上海浦东警方以“寻衅滋事”罪名刑拘10天。
9月8日，张展在上海南京东路街头游行示威举伞，被上海警方以“寻衅滋事”罪名刑拘65天（9月9日-11月13日）。 
11月13日，张展被上海黄浦警方以“扰乱公共场所秩序”罪名刑拘10天（刑事拘留期限予以折抵）。
12月23日，张展接受自由亚洲电台专栏采访。

### 2020年
2020年2月，COVID-19疫情蔓延時，在官方限制记者采访报道武汉情况的背景下，张展赴武汉做实地疫情采访。她在个人推特、YouTube平台发布了大量关于武汉疫情和民众生活的影片报导。2020年5月14日，张展在武汉所住宾馆被上海警方跨省抓捕，次日被以涉嫌“寻衅滋事罪”刑拘，羁押于浦东新区看守所至今。2020年6月18日被以同罪名正式批捕，8月18日张展案送上海浦东新区检察院审查起诉。9月初，知情人士透露，张展在看守所绝食抗议，遭到强制灌食，身体状况极差。12月，辩护律师称张展自六月底开始正式绝食，遭到强制插管灌食、上脚镣、24小时戴约束带等酷刑。张展会见律师时泪水不停，说“每一天都是煎熬”。律师接受媒体采访时说，张展可能“无法活着走出高墙”。
2月1日，张展从上海抵达武汉。
3月22日，张展接受大纪元采访。
5月14日，张展被跨省抓捕，她被警方从武汉汉口火车站附近的宾馆被带到上海的派出所。
5月15日，张展被上海浦东警方以“寻衅滋事罪”刑拘，关押在浦东新区看守所。
5月18日，保护记者委员会（CPJ）呼吁中国当局释放张展。
6月8日，戴佩清律师会见张展后称张展“一切平安”。
6月18日，张展被正式批捕。
6月28日，中国人权律师团律师发布关于许志永、丁家喜、张展、余文生等人案件的声明。
8月18日，案件送检察院审查起诉。
8月30日，任全牛律师接受张展母亲的委托，但次日到浦东检察院分院递交张展案子手续要求阅卷时被拒绝。
9月2日，张展绝食，输液，健康极差。
9月20日，中国人权律师团律师发布《关于张展律师被非法抓捕 和非法起诉的声明》。
10月29日，张展拒绝认罪。
11月17日，人权组织“中国人权捍卫者”（CHRD）针对张展、端点星案的陈玫、蔡伟的案件，向联合国提出申诉案。
11月13日，李大伟律师在推特公布张展的起诉书及量刑建议书。此后张展案引起媒体广泛关注报道。
2020年12月，One Free Press Coalition (一个自由媒体联盟)将中国的张展列为“十位最紧迫”记者榜上第五位；国际特赦组织呼吁中国立即无条件释放张展,呼吁给上海检察院写信释放张展(仅有英文/法语/西班牙语)，为张展发起紧急救援。
12月16日，张展的辩护律师收到开庭通知。
12月17日，任全牛律师首次会见张展，之后发出通报。
12月21日，保护人权捍卫者观察站（The Observatory for the Protection of Human Rights Defenders）为张展发起紧急救援行动。
12月23日，网上出现张展起诉书上所列证人之一王定邦发表的影片声明，录制影片的日期为2020年11月22日。
12月28日，上海市浦东新区人民法院一审判处张展有期徒刑四年。

### 2021年
1月1日，One Free Press Coalition 將張展列為全球「十位最緊迫」 （10 Most Urgent）記者榜第一位。
1月13日，律師張科科最後一次在浦東看守所會見張展。張展決定不上訴，仍拒絕正常進食，決意持續抗議。她說：「吃飯表示我承認我是一個被關押在這裏的罪犯。」
5月，对华援助协会将2020年度“林昭自由奖”颁给张展。
6月2日，張展獲頒第二十一届青年中国人权奖。
7月31日，张展在狱中半绝食抗议，以致严重营养不良、体重下降至不到40公斤，被强行插入喂食管。
11月18日，張展獲無國界記者頒發的2021年新聞自由獎的勇氣獎。11月19日，聯合國人權專員呼籲中华人民共和国政府立即釋放張展。11月20日，湖南长沙一名大学女生在長沙橘子洲头举牌声援张展，纸上写着“不再沉默，救救张展”的字句。不久该名女生被有关部门上门带走约谈。

### 2022年
12月，服刑已滿兩年的张展仍未能獲得回應，她在給家人的信中呼籲堅強面對。

### 2023年
6月2日，美國國會暨行政當局中國委員會（CECC）兩黨領袖宣布增加提名北京四通橋抗議事件主彭立發、公民記者張展以及南京傳媒學院學生李康夢等三人為2023年諾貝爾和平獎候選人。因為“這些英雄的勇氣應該要得到全世界的嘉獎。”
7月，張展因部分絕食抗議多年而健康狀況惡化，被送往監獄醫院，引發外界關注。國際特赦組織和无国界记者呼籲中國當局立即釋放她。

### 2024年
5月13日是張展4年刑满之日，但沒有任何她被釋放後的相片與影片公開。同月17日，美国国务院发言人马修·米勒、美国驻华大使馆、联合国人权理事会與无国界记者分別发文对张展刑滿後的人身自由。一直至5月21日晚上，「张展关注组」发起人王劍虹在其Twitter上公開張展在上海自拍的影片，她介紹自己「5月13日上午5點警察送她回到上海的哥哥家」並「謝謝外界的幫助和關心」。
8月末，张展前往老家的过程中失去联系，被关押至上海浦東新區看守所。她被当局以涉嫌寻衅滋事罪刑事拘留。广州律师范标文与张展母亲会面了解案情后隔日遭警方拘留近8小时。

## 个人言论

### 受訪語錄
- 張展在接受记者采访时说：「这个国家的问题是制度的问题，我觉得应该勇敢下去，应该坚持下去，自由从来不是免费的，我希望这个国家改变。」[54]
- 「国保说我攻击这个制度，我觉得我不可能停止（这种攻击），因为这个国家的罪恶从来没有停止过。当我越来越看到人们生活在谎言和灾难里的时候，如果为自己的生存发声也是犯罪的话，那我就没有办法停止（发声）。」

### 法庭上的發言
- 「你不觉得你把我推上被告席，你的良心会告诉你这是错误的吗？」[55]
- 「这是审判你的法庭，不是审判我的法庭。」[56]

## 人物评价
“青年中国人权奖”评选委员会召集人王丹认为：“张展非凡的勇气与决绝的抗争不仅鼓舞了海内外的中国人，也引起国际社会的强烈关注。中共当局对张展的残酷迫害，暴露出其掩盖真相、言论审查的罪恶，引起各国强烈的谴责。”
环球时报总编辑胡锡进认为：“张展的行为不仅与中国社会治理体系是冲突的，而且她违反了中国法律。外部力量用他们的说教迷惑了她，使她产生了对抗中国体制是正义和救赎之举的偏执。西方势力无情消费了她，她是一个悲剧。”